# Louis Frederik Teixeira de Mattos
Louis Frederik Teixeira de Mattos (Amsterdam, 14 mei 1872 – Den Haag, 30 oktober 1945) was civiel ingenieur en auteur op het gebied van waterstaat en waterstaatsgeschiedenis.

## Familie
Jhr. ir. L.F. Teixeira de Mattos stamde uit een vermogend Portugees-Israëlitisch geslacht dat in de 17e eeuw naar Amsterdam trok en een vooraanstaande maatschappelijke positie opbouwde. Hij was een zoon van Isaac Eduard Teixeira de Mattos (1832-1885) en Abigaël Mendes. Zijn vader en zijn oom Abraham Louis waren allebei bankier en oprichters van de Bank Teixeira de Mattos.
In 1897 trouwde hij met Kitty van Schreven (1870-1956), dochter van Joannes Jacobus van Schreven en Marie Catherine Ottenhof. Uit dit huwelijk werd 1 dochter geboren die in 1936 overleed. Van 1909 tot 1921 woonde het gezin op landgoed Spelderholt in Beekbergen.

## Loopbaan
Teixeira de Mattos was medeoprichter van de Christelijk-Historische Unie, lid gemeenteraad 1913-1923 en wethouder 1917-1923 van Apeldoorn en lid provinciale staten van Gelderland 1923-1924. Voorts werkte hij vooral aan zijn standaardwerk over de De waterkeeringen, waterschappen en polders van Zuid-Holland dat in 10 delen verscheen. 
Teixeira's gezondheid had in de oorlog geleden, hoewel hij door de Duitse bezetter was ontzien. Hem trof daarbij het ongeluk, dat het aan Voorne en Putten gewijde deel van zijn werk, in manuscript ter provinciale griffie berustend, zij het nog niet gereed, 3 maart 1945 aan het bombardement van het Korte Voorhout ten offer viel. Ofschoon Teixeira na de ramp de moed opbracht zijn werk te hervatten en er tot zijn dood mee door te gaan, de voltooiing was hem onder deze omstandigheden niet vergund. Anderen hebben zich over Het eiland Voorne en Putten met de Welplaat moeten ontfermen.
Hij was Ridder in de Orde van de Nederlandse Leeuw en Ridder in de Orde van Oranje-Nassau.